# 西圩乡
西圩乡，是中华人民共和国江苏省宿迁市沭阳县下辖的一个乡镇级行政单位。

## 行政区划
西圩乡下辖以下地区：
西圩社区、中陈村、范湾村、邱庄村、前庄村、三才村、汉沟村、曹口村、郝庄村、前车村和后车村。